# Chain Reaction (John Farnham)
Chain Reaction è il quattordicesimo album di John Farnham, pubblicato nel 1990 per l'etichetta Sony BMG.

## Tracce
1. That's Freedom – 4:19 (T. Kimmel, J. Chapman)
2. In Days To Come – 4:06 (J. Farnham, D. Hirschfelder, R. Fraser)
3. Burn For You – 3:33 (P. Buckle, J. Farnham, R. Faser)
4. See The Banners Fall – 4:35 (J. Farnham, D. Hirschfelder, R. Fraser)
5. I Can Do Anything – 4:27 (P. Buckle, J. Farnham, R. Faser)
6. All Our Sons And Daughters – 4:09 (P. Buckle, J. Farnham, R. Faser)
7. Chain Reaction – 3:12 (D. Stewart, S. Stewart)
8. In Your Hands – 4:21 (P. Buckle, J. Farnham, R. Faser)
9. New Day – 4:16 (P. Buckle, J. Farnham, R. Faser)
10. The Time Has Come – 4:58 (J. Creighton, J. Farnham, R. Fraser)
11. The First Step – 4:54 (C. Thompson, J. Kravetz, K. Reid)
12. Time And Money – 5:13 (P. Buckle, J. Farnham, R. Faser)

## Formazione
- John Farnham - voce
- Brett Garsed - chitarra
- David Hirschfelder - tastiera
- Angus Burchall - batteria
- Wayne Nelson - basso